# Smile from the Streets You Hold
Smile from the Streets You Hold — второй сольный альбом Джона Фрушанте. Альбом объединил в себе песни с различных периодов, в основном включающий дополнительные треки, не вошедшие в дебютный альбом Фрушанте Niandra Lades and Usually Just a T-Shirt (1994) — треки записанные примерно в 1996 году и «A Fall Thru the Ground» — в 1988 году. Сам альбом был снят с продажи в 1999.

## Запись
Много песен из Smile from the Streets You Hold были записаны, когда Фрушанте был ещё с Chili Peppers и одновременно с того самого периода как вышел его предыдущий сольный альбом, Niandra Lades and Usually Just a T-Shirt.
В интервью 1997 года с Guitar Player, Фрушанте утверждал, что активно поддерживал связь с духовным миром во время записи альбома:
Заглавная песня была выпущена в очень интенсивный момент, потому что у меня были вербальные отношения с душой; и я начал плакать в конце. Дух дает Вам идеи для вещей, и что важно для них, то важно для меня. Я намного более обеспокоен моей известностью в их мире, чем с моей известностью в этом. Именно поэтому для меня было трудно приспособиться к тому, чтобы быть живым вообще.
Актёр Ривер Феникс, хороший друг Фрушанте и других участников Chili Peppers, работал над песнями «Height Down» (оригинальное название «Soul Removal»), и «Well I’ve Been» (оригинальное название «Bought Her Soul»). Обе песни, как предполагалось, были выпущены на Niandra Lades and Usually Just a T-Shirt, но по просьбе семьи Финикса выпущены после его смерти.
«More», «I Can’t See Until I See Your Eyes», и «Estress» были записаны на кассете на бумбокс в 1996. Слабое здоровье Фрушанте сказалось на его голосе.

## Список композиций
| Оценки критиков | Оценки критиков |
| Источник        | Оценка          |
| --------------- | --------------- |
| Allmusic        | [ 2 ]           |
| Sputnikmusic    | [ 3 ]           |
| Pitchfork Media | 0.0/10          |

Слова и музыка всех песен — Джон Фрушанте, кроме указанных иначе.
| №                   | Название                            | Автор(ы)               | Перевод                                    | Длительность |
| ------------------- | ----------------------------------- | ---------------------- | ------------------------------------------ | ------------ |
| 1.                  | «Enter a Uh»                        |                        | Введите Э-э-э                              | 8:06         |
| 2.                  | «The Other»                         |                        | Другой                                     | 1:36         |
| 3.                  | «Life's a Bath»                     |                        | Жизнь — это Ванна                          | 1:18         |
| 4.                  | «A Fall Thru the Ground»            |                        | Падение Сквозь Землю                       | 2:24         |
| 5.                  | «Poppy Man» (инструментал)          |                        | Маковый Человек                            | 1:21         |
| 6.                  | «I May Again Know John»             |                        | Возможно, Я Снова Узнаю Джона              | 8:47         |
| 7.                  | «I'm Always»                        |                        | Я Всегда                                   | 2:33         |
| 8.                  | «Nigger Song»                       |                        | Негритянская Песня                         | 4:15         |
| 9.                  | «Femininity»                        |                        | Женственность                              | 2:35         |
| 10.                 | «Breathe»                           |                        | Дышать/Дыхание                             | 6:21         |
| 11.                 | «More»                              |                        | Больше                                     | 2:07         |
| 12.                 | «For Air» (инструментал)            |                        | Для Воздуха                                | 3:55         |
| 13.                 | «Height Down»                       | Фрушанте, Ривер Феникс | Высота Вниз                                | 4:00         |
| 14.                 | «Well, I've Been»                   | Фрушанте, Феникс       | Что ж, Я Был                               | 3:06         |
| 15.                 | «Smile from the Streets You Hold»   |                        | Улыбка с Улиц, Которые Ты Держишь          | 5:09         |
| 16.                 | «I Can't See Until I See Your Eyes» |                        | Я Не Могу Видеть, Пока Не Увижу Твои Глаза | 1:30         |
| 17.                 | «Estress» (Estrus на Estrus EP)     |                        | Стресс (Течка)                             | 2:17         |
| Общая длительность: | Общая длительность:                 | Общая длительность:    | Общая длительность:                        | 61:20        |

| №                   | Название                                   | Автор(ы)            | Перевод                                     | Длительность |
| ------------------- | ------------------------------------------ | ------------------- | ------------------------------------------- | ------------ |
| 1.                  | «Enter a Uh»                               |                     | Введите Э-э-э                               | 8:09         |
| 2.                  | «The Other»                                |                     | Другой                                      | 1:36         |
| 3.                  | «Life's a Bath»                            |                     | Жизнь — это Ванна                           | 1:39         |
| 4.                  | «A Fall Thru the Ground»                   |                     | Падение Сквозь Землю                        | 2:20         |
| 5.                  | «Poppy Man» (инструментал)                 |                     | Маковый Человек                             | 1:16         |
| 6.                  | «I May Again Know John»                    |                     | Возможно, Я Снова Узнаю Джона               | 8:48         |
| 7.                  | «I'm Always»                               |                     | Я Всегда                                    | 2:33         |
| 8.                  | «Nigger Song»                              |                     | Негритянская Песня                          | 4:15         |
| 9.                  | «Femininity»                               |                     | Женственность                               | 2:34         |
| 10.                 | «Breathe»                                  |                     | Дышать/Дыхание                              | 6:12         |
| 11.                 | «More»                                     |                     | Больше                                      | 2:08         |
| 12.                 | «For Air» (инструментал)                   |                     | Для Воздуха                                 | 2:57         |
| 13.                 | «Height Down»                              | Фрушанте, Феникс    | Высота Вниз                                 | 3:52         |
| 14.                 | «Well, I've Been»                          | Фрушанте, Феникс    | Что ж, Я Был                                | 3:07         |
| 15.                 | «Smile from the Streets You Hold (Part 1)» |                     | Улыбка с Улиц, Которые Ты Держишь (Часть 1) | 4:09         |
| 16.                 | «Smile from the Streets You Hold (Part 2)» |                     | Улыбка с Улиц, Которые Ты Держишь (Часть 2) | 0:56         |
| 17.                 | «I Can't See Until I See Your Eyes»        |                     | Я Не Могу Видеть, Пока Не Увижу Твои Глаза  | 1:30         |
| 18.                 | «Estress» (Estrus на Estrus EP)            |                     | Стресс (Течка)                              | 2:20         |
| Общая длительность: | Общая длительность:                        | Общая длительность: | Общая длительность:                         | 60:21        |